# 沃斯克列先斯科耶區 (下諾夫哥羅德州)

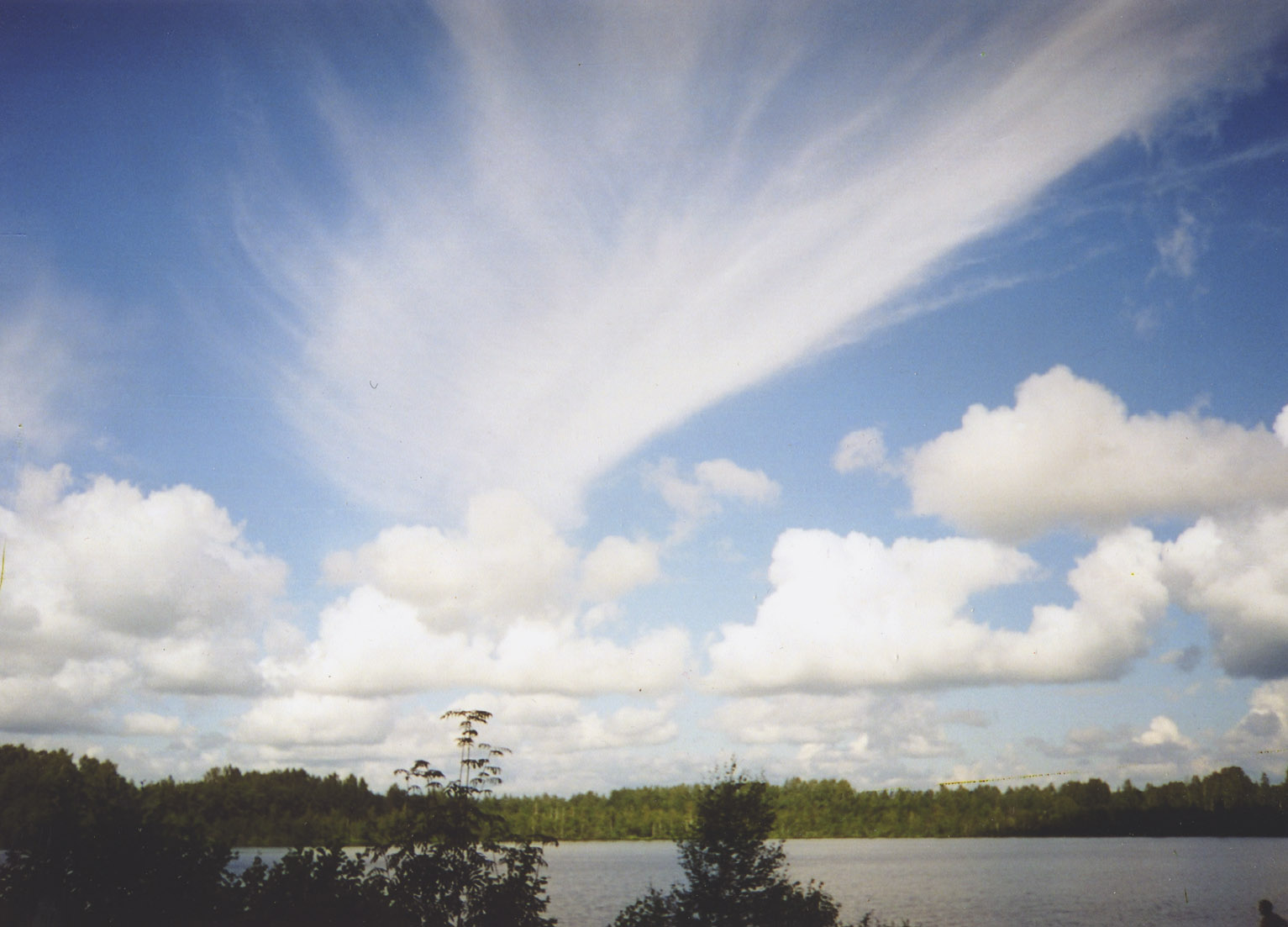

56°50′N 45°26′E / 56.833°N 45.433°E
沃斯克列先斯科耶區（俄语：Воскресенский район），是俄羅斯的一個區，位於該國西部，由下諾夫哥羅德州負責管轄，始建於1929年，面積3,554.5平方公里，2010年人口21,645，人口密度每平方公里6.09人。